# Городьки
Горо́дьки (бел. Гародзькі) — агрогородок в Воложинском районе Минской области. Административный центр Городьковского сельсовета.
Агрогородок расположен на северо-западе от Воложина. Через Городьки протекает река Березина бассейна Нёмана . Расстояние от Городек до Воложина составляет 17 км. Название топонима может указывать на то, что по Березине могла проходить граница Полоцкого княжества с Литвой.
В Городьках находится ж/д станция «Воложин» на линии Молодечно — Лида.

## Церкви
- Церковь христиан веры евангельской «Путь Жизни»[6]
- Храм в честь Покрова Пресвятой Богородицы (1886 год)[7].

## Галерея

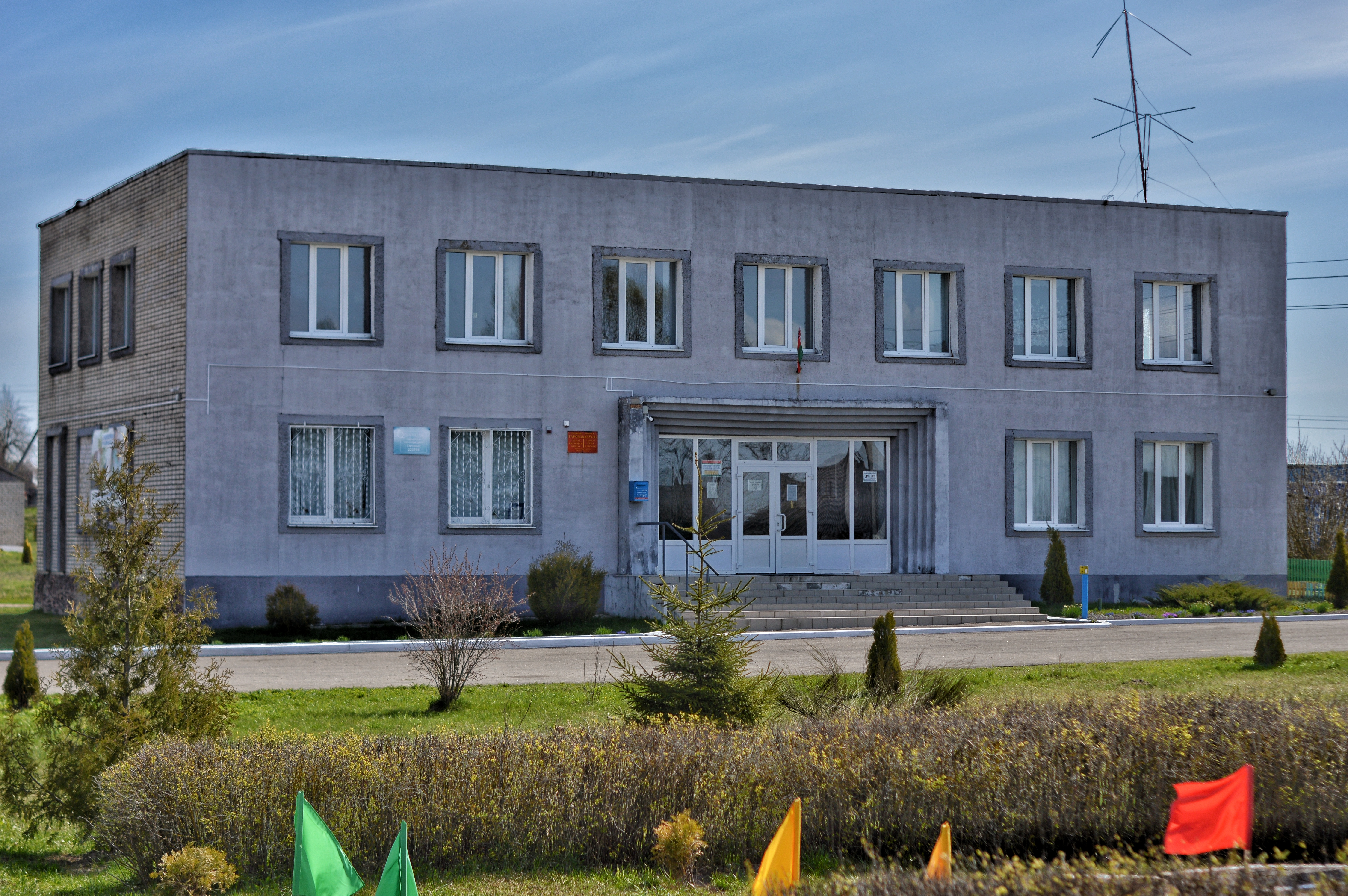
Здание сельсовета
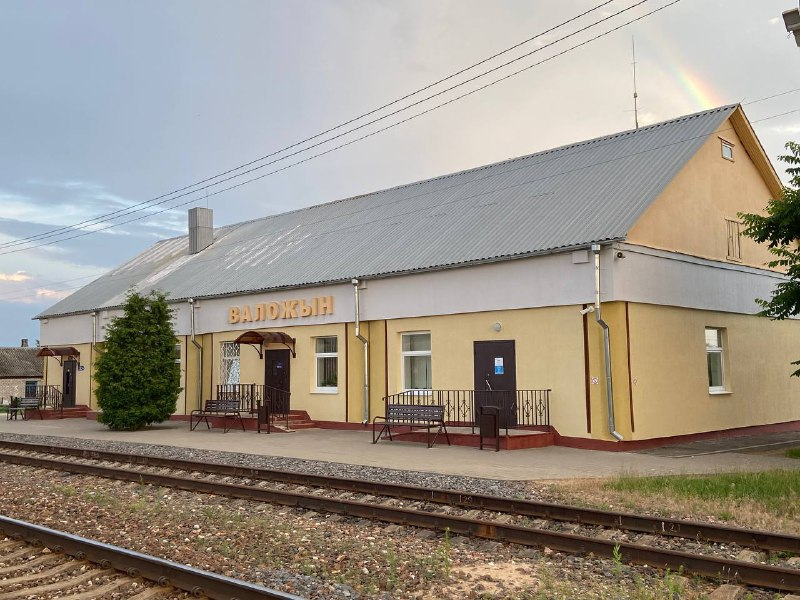
Здание железнодорожной станции Воложин в агрогородке Городьки (2021 год)
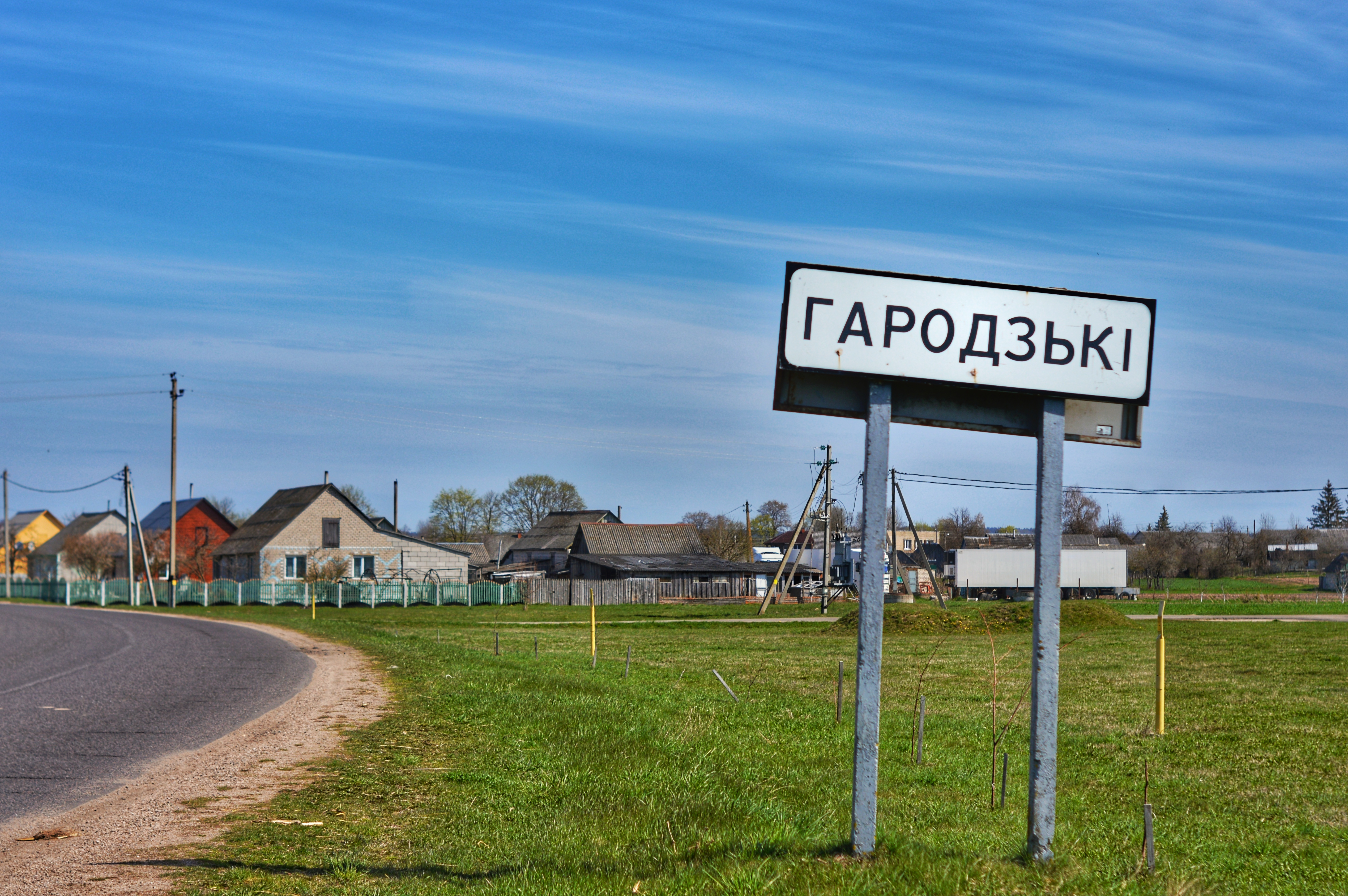
Дорожный знак на въезде в агрогородок
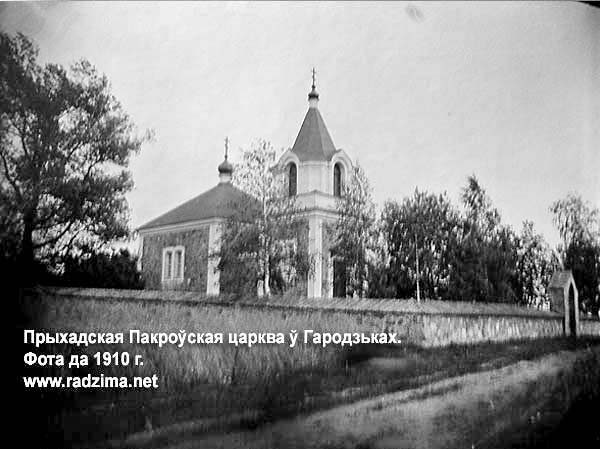
Храм Покрова Пресвятой Богородицы (1900 год)
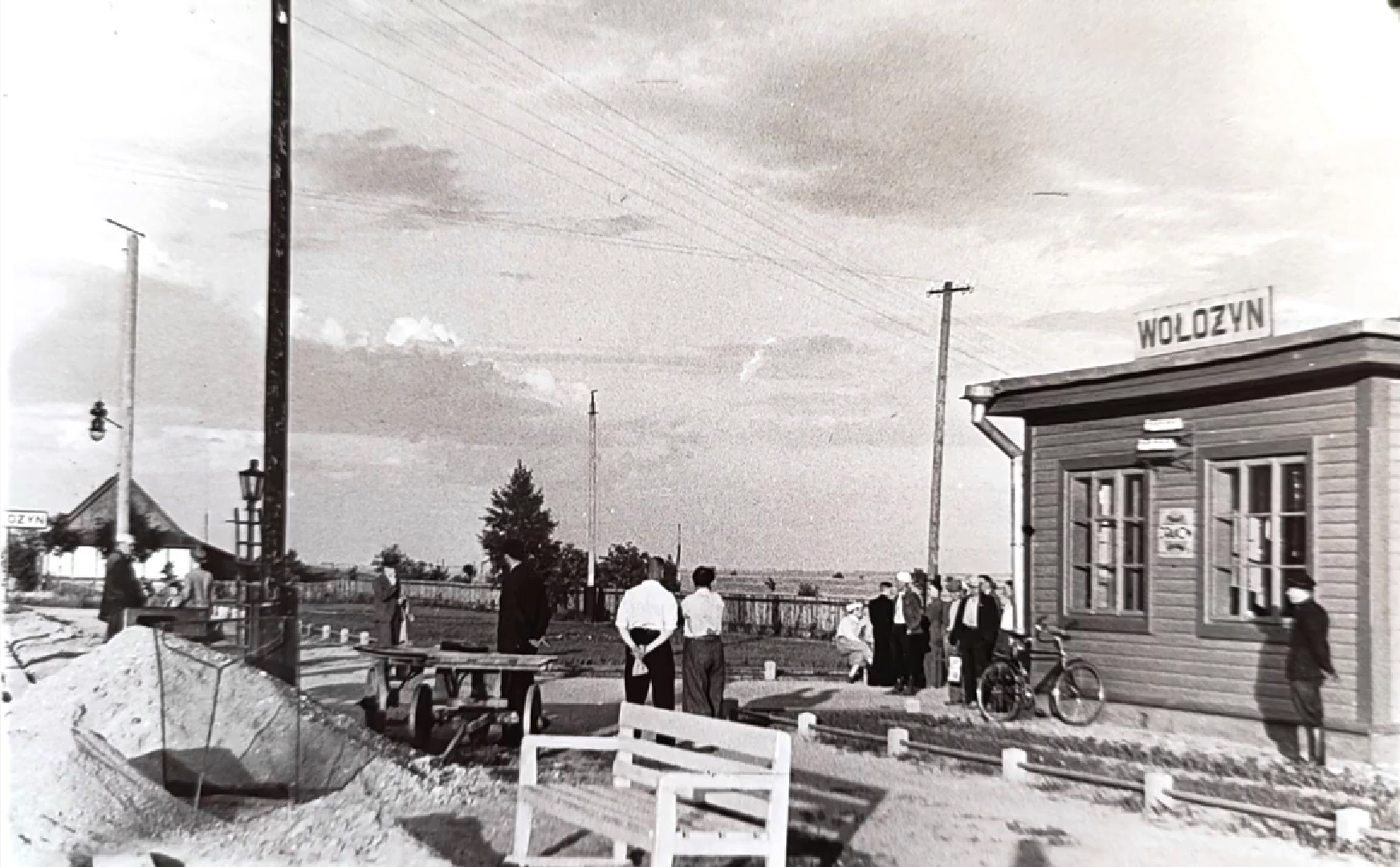
Железнодорожная станция (27 июня 1939 года)
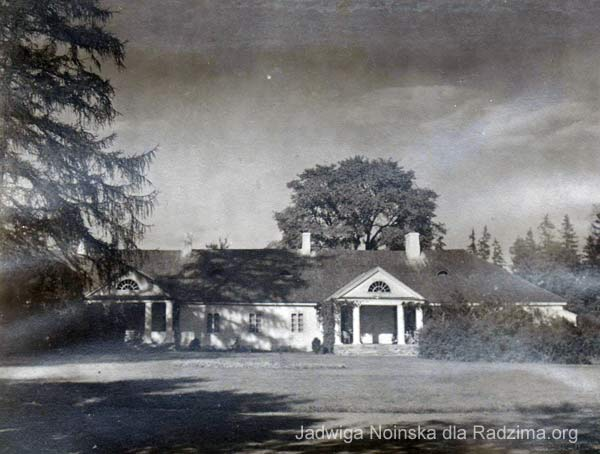
Усадьба Волческих (до 1939 года)
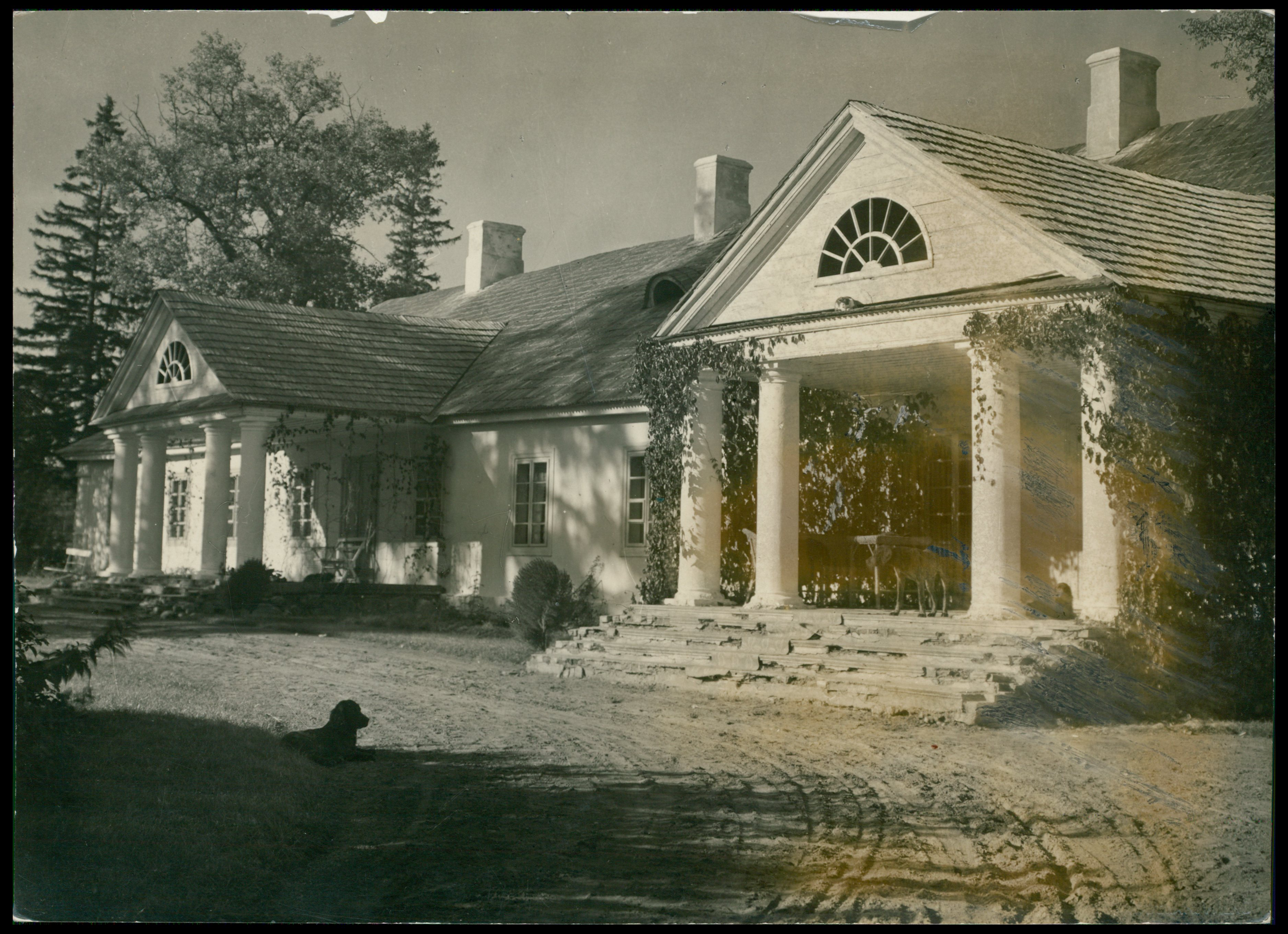
Усадьба Волческих (до 1926 года)